# جيتندرا
جيتيندرا (من مواليد رافي كابور في 7 أبريل 1942) ممثل ومنتج تليفزيونية وأفلام هندي مثل بالاجي تيليفيلمز وبالاجي موشن بيكتشرز وأل تي إنترتينمنت. اشتهر برقصه، وحصل على جائزة فيلم فير لإنجاز العمر في عام 2003 وجائزة إنجاز العمر على الشاشة في عام 2006. وقد قام بأكثر من 80 نسخة جديدة من مختلف أفلام جنوب الهند، خاصةً الممثلين التيلجو، نجم كريشنا و NTRama Rao ، وممثلو تاميل إم جي راماشاندران وشيفاجي غانيسان.

## روابط خارجية
- جيتندرا على موقع IMDb (الإنجليزية)
- جيتندرا على موقع أول موفي (الإنجليزية)
- جيتندرا على موقع قاعدة بيانات الفيلم (الإنجليزية)
- جيتندرا على موقع كينوبويسك (الروسية)